# ГЕС-ГАЕС Xiǎnghóngdiān
ГЕС-ГАЕС Xiǎnghóngdiān (响洪甸抽水蓄能电站) — гідроакумулювальна електростанція на сході Китаю у провінції Аньхой. Обидва резервуари станції створені на річці Xipi, правому витоку Pihe, котра в свою чергу є правою притокою Хуайхе.
У другій половині 1950-х річку перекрили бетонною арково-гравітаційною греблею висотою 88 метрів, довжиною 368 метрів та шириною від 5 (по гребеню) до 43 (по основі) метрів. Вона утримує  водосховище з об’ємом 1413 млн м3 (корисний об’єм 1179 млн м3) та припустимим коливанням рівня поверхні у операційному режимі між позначками 100 та 128 метрів НРМ (під час повені рівень може зростати до 143,4 метра НРМ, а об’єм – до 2632 млн м3). 
У 1959-1961 роках ввели в експлуатацію пригреблевий машинний зал із чотирма турбінами потужністю по 10 МВт, які виробляли 89 млн кВт-год електроенергії на рік. Вода до них подається зі сховища через тунель довжиною 0,22 км з діаметром 8,7 метра, котрий переходить у чотири патрубки зі спадаючим діаметром від 3,6 до 2,8 метра. 
А в другій половині 1990-х комплекс доповнили ще однією чергою, здатною виконувати функцію гідроакумулювання. Вона включає дві оборотні турбіни типу Френсіс потужністю по 40 МВт, які використовують напір від 27 до 62 метрів та забезпечують пійдом на висоту від 33 до 64 метрів. Як нижній резервуар використовують створене на Xipi водосховище з об’ємом 9,5 млн м3 (корисний об’єм 4,4 млн м3) та припустимим коливанням рівня поверхні у операційному режимі між позначками 67 та 70 метрів НРМ (під час повені рівень може зростати до 71,3 метра НРМ). Його утримує бетонна гравітаційна гребля висотою 16 метрів та довжиною 260 метрів, зведена на 9 км нижче по течії від греблі верхнього резервуару.